# Studnitz-Pyramide

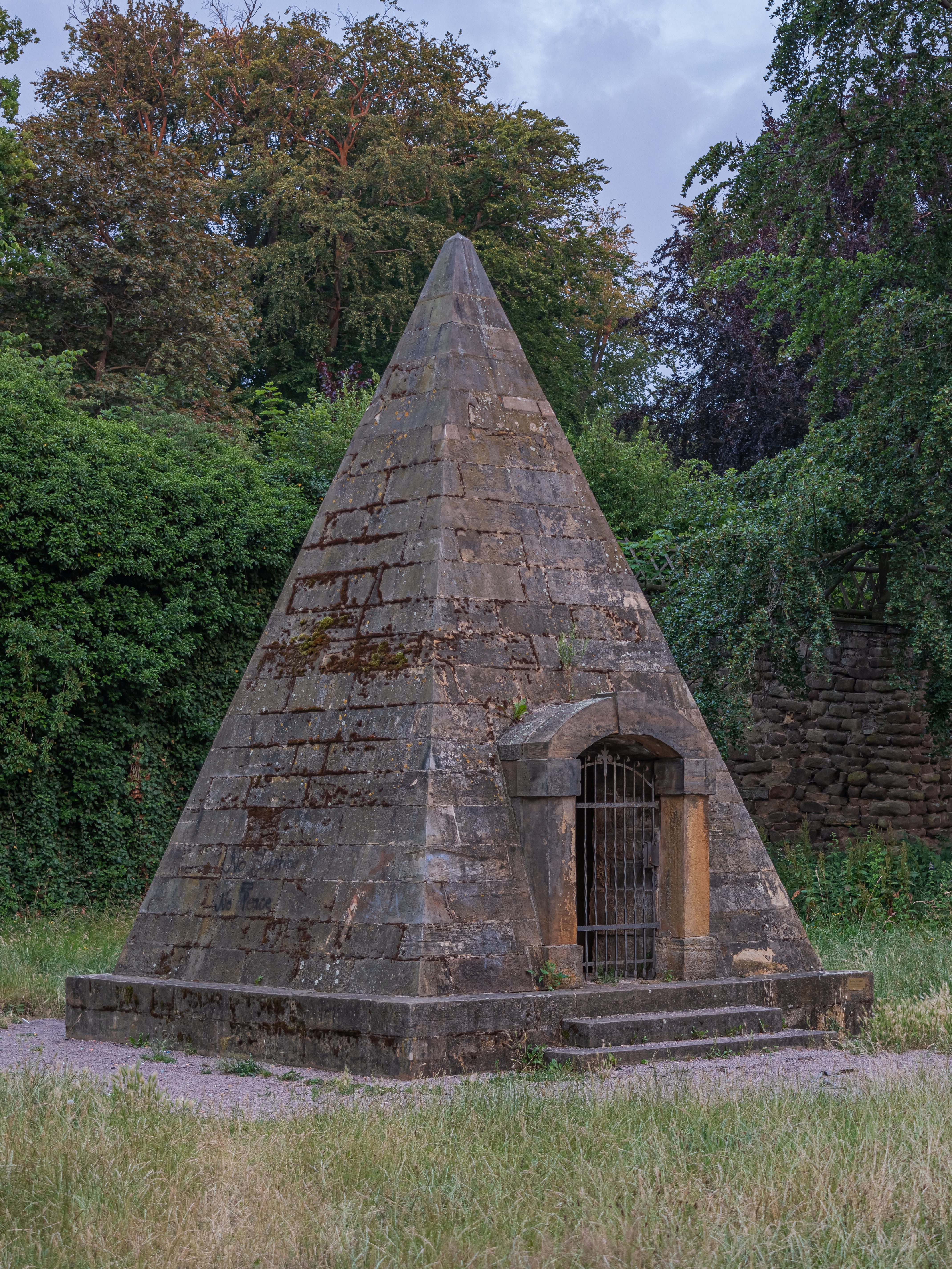
Studnitz-Pyramide in Gotha

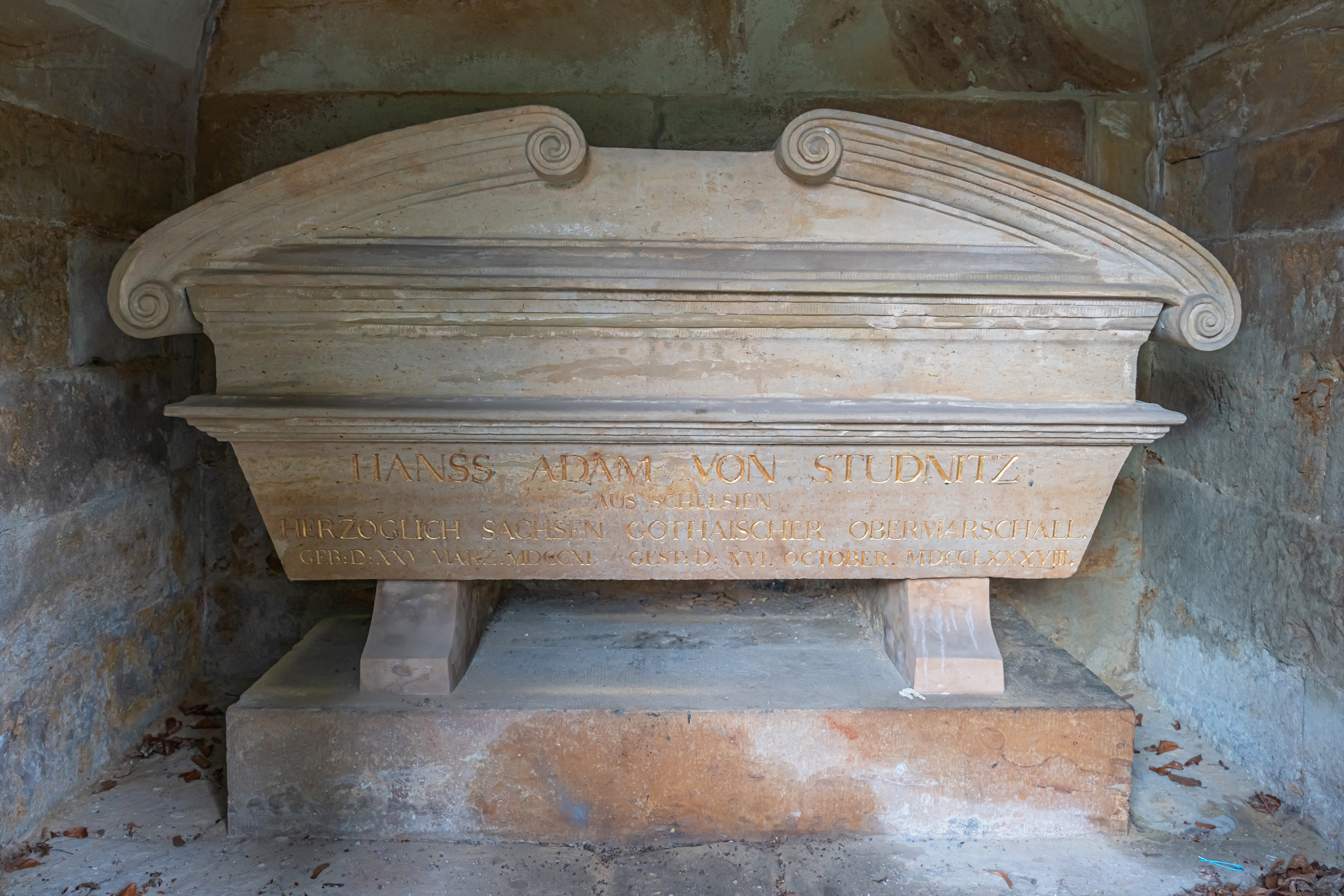
Das Grab im Inneren der Pyramide

Die Studnitz-Pyramide ist eine nach 1779 von Oberhofmarschall Hans Adam von Studnitz noch zu Lebzeiten in seinem Garten in Gotha errichtete, bis dahin im nachantiken Europa einmalige Begräbnisstätte. Die Gartenanlage wurde 1837 mit den Gebäuden eines Gymnasiums (heute Gymnasium  Ernestinum) zu etwa zwei Dritteln überbaut. 
Als Erbauer der aus Seeberger Sandstein errichteten Grabpyramide gilt der Gothaer Hofbildhauer Friedrich Wilhelm Döll (1750–1816), ein Schüler des berühmten französischen Bildhauers und Freimaurers Jean Antoine Houdon. Aus der Entstehungszeit der Pyramide sind zwei Bauzeichnungen überliefert. Diese stellen die Grabpyramide und den Sarkophag dar. Eine Zuordnung der Zeichnungen zu Friedrich Wilhelm Döll ist jedoch nicht möglich.
Erst später wurde im Klassizismus die Form der Pyramide für Grabmäler, angelehnt an die Cestius-Pyramide in Rom, häufig wieder aufgegriffen, so von Antonio Canova bei der Gestaltung des Grabmals für die Erzherzogin Marie Christine (erbaut 1801–1805), bei der Karlsruher Pyramide (erbaut 1823–1825 nach einem Entwurf Friedrich Weinbrenners) oder beim Mausoleum des Grafen Ernst zu Münster 1839 durch Laves.
Die Pyramide und die umgebende Mauer des Barockgartens wurde 2001 bis 2002 durch die Kulturstiftung Gotha mit einer Fördersumme von 120.000 DM restauriert.
Im Zuge der Errichtung eines Mehrfamilienhauses wurde das Grundstück des Studnitz-Gartens geteilt. Durch Eintragung des Flurstückes 118/1, Flur 2 hat sich der Freistaat Thüringen die Reste des Studnitz-Gartens angeeignet und diese als Parkanlage der Stadt Gotha übertragen.